# 愛の貧乏脱出大作戦
『愛の貧乏脱出大作戦』（あいのびんぼうだっしゅつだいさくせん）は、1998年4月13日から2002年9月23日までテレビ東京系列（TXN）で毎週月曜日21:00 - 21:54（2000年10月以降、テレビ東京は20:54 - 21:54、他のTXN系列局は20:59 - 21:54）に放送されたドキュメンタリー番組・バラエティ番組。司会はみのもんた。略称・通称は「愛貧（あいびん）」。
1996年から1997年にかけて『日曜ビッグスペシャル』での数回の単発放送が好評だったため、1998年4月にレギュラー化された。

## 概要
客足が遠のき、大きな借金を抱える店（おもに飲食店、旅館）の店主に、一念発起してやり直す場を番組が提供。番組スタッフなどが店の立て直しの方針や作戦を考え、その道の“達人”（有名店の店主など）の下で店主などに修業をさせ、達人から認められた者には、番組制作費で店舗の外装・内装をリフォーム、名実共に客を呼び寄せられる店へと仕上げていく。1回だけの例外であるが、勤めていたホテルをリストラされた元料理長の男性が依頼人となり、修業ではなく再就職活動をドキュメントしたり（テレビ東京2002年4月29日放送分）、店の経営をしたことが無い依頼人が、たこ焼き屋をオープンさせる回（テレビ東京2001年3月26日・4月2日・8月20日放送分）もあった。
開始初期は修行も貧乏脱出の一作戦という位置づけで、達人店での修行以外に店舗の立地や様子（清潔度・メニュー）、借金状況、近所の評判といったものも調査しその改善にも時間が割かれたが、次第に修行が放送時間の大半を占め、店舗の紹介は開始数分のみとなった。末期（オープニング変更以降）は「みの面接」と称しオープニング後みのによる店主との面接→店舗の現状→スタジオパートという流れに変更された。
この番組では「心が豊かな貧乏」の店主を救っており、みのも「心が貧しい貧乏は駄目」という趣旨の発言もしている。
「ラーメンの鬼」と言われる佐野実が横浜ラーメンの達人として出演し、佐野を有名にした番組でもある。
オープニング映像は『スパイ大作戦』に見立てたもので、司会者のみのもんたが導火線に火をつけるという映像になっていた（BGMも同じ「スパイ大作戦」である）。開始初期と末期でパターンは異なり、末期のオープニングではサングラスをかけたみのがサングラスを外した後に「NEVER GIVE UP」と発していた。
番組で修行した店は、一時は再生できたとしてもその後の経過や店主の一身上の都合などに伴い多くの店舗が閉店に至った。逆に営業を続けている店は自ら工夫を凝らし、大きく繁盛している店もある。また店を立て直して、直後はよくても後述する抜き打ちチェックで店主自らのミスが原因による影響や危機を及ぼしたケースや実際に客としてその店に来店し料理を食べた番組視聴者からの味に対する不満・苦情も少なくなかった。このことで放送中に突然夫婦喧嘩が始まったり、さらにはみのが直接店主（場合によっては店主の妻や家族も）に激怒したり、ダメ出しをするケースもしばしばあった。

## 出演者

### 司会者
- みのもんた

### パネリスト
基本、男性1人と女性2人が出演した。
| 女性 - 相田翔子 - 青田典子 - 麻丘めぐみ - 有賀さつき - 安藤和津 - 飯島愛 - 生稲晃子 - 石井苗子 - 伊藤蘭 - 内田明里 （現:内田あかり） - うつみ宮土理 - 大信田礼子 - 大島さと子 - 大林素子 - 大桃美代子 - かとうかずこ - 鹿取洋子 - 叶和貴子 - 城戸真亜子 - 香西かおり - 香坂みゆき - 国生さゆり - 五大路子 - 小林久美子 （料理研究家） - 小林幸子 - 小柳ルミ子 （rumico） - 斉藤由貴 - 酒井和歌子 - 榊原郁恵 - 坂口良子 - 島崎和歌子 - 清水ミチコ - 城之内早苗 - 庄野真代 - 陣内貴美子 - 高岡早紀 - 高樹澪 - 高木美保 - 高見恭子 - 高見知佳 - 鳥越マリ - 内藤やす子 - 中尾ミエ - 中島啓江 - 中野良子 - 西川峰子 （現:仁支川峰子） - 長谷川稀世 - 花田憲子 （現:藤田紀子） - 林寛子 - 早見優 - 原久美子 - 藤田朋子 - 藤田弓子 - 冨士眞奈美 - 藤森夕子 - 牧村三枝子 - 増田恵子 - 松居直美 - 松岡きっこ - 松下由樹 - 松原のぶえ - 松本伊代 - マリアン - マルシア - 三沢あけみ - 三井ゆり - 向井亜紀 - 森尾由美 - 森川由加里 - 森口博子 - 杜けあき - 山瀬まみ - 山田邦子 - 芳本美代子 | 男性 - あおい輝彦 - 石田純一 - いかりや長介 - 梅沢富美男 - 梅宮辰夫 - 江本孟紀 - 大和田伸也 - 岡田真澄 - 片岡鶴太郎 - ガッツ石松 - 加門亮 - 神田正輝 - きたろう - グッチ裕三 - 黒沢年男 （現:黒沢年雄） - 黒田アーサー - 小金沢昇司 - 西郷輝彦 - 宍戸錠 - 清水アキラ - 清水圭 - 角盈男 - 高島忠夫 - 高橋英樹 - 宅麻伸 - 辰巳琢郎 - 田中義剛 - 谷隼人 - 田淵幸一 - 地井武男 - テリー伊藤 - 中条きよし - 仲代達矢 - 西川きよし - にしきのあきら （現:錦野旦） - 萩原流行 - 間寛平 - 林家こぶ平 （現:9代目林家正蔵） - 原田大二郎 - ばんばひろふみ - 藤村俊二 - 堀内孝雄 - 前田吟 - 松尾貴史 - 松崎しげる - 三田村邦彦 - 村野武範 - 安岡力也 |

### ナレーション
レギュラー版
- キートン山田（1998年4月 - 9月）
- 乱一世（1998年10月 - 番組終了）

ドキュメントを重視したため、「○○だ。」と「○○である。」を用いたシリアスな語り口だった。なお、レギュラー版での募集告知と後期のオープニングナレーションはテレビ東京のアナウンサーが担当した。
スペシャル版
- 井上真樹夫 - 日曜ビックスペシャル時代
- 前田吟 - 復活スペシャル版
- 平野義和 - 3時間スペシャル版
- 乱一世 - 愛の復興大作戦
- 愛川欽也 - 復活スペシャル第4弾
- うつみ宮土理 - 同上
- 増田和也 - 同上
- 松丸友紀 - 同上

## 番組進行
スタジオは、司会のみのと3人のゲスト（先述）、および一般のスタジオ見学者らで構成。
冒頭、みのが番組への出演依頼の手紙を読み上げる。その後依頼人（主に店主の家族）が登場し、店の現状を紹介、続いて番組スタッフらが考えた作戦をフリップを使って発表後、店主の修業の経過をダイジェストで紹介。その後、店主が達人から学んだ料理を皆で試食する。店主がスタジオの外に設けた厨房で調理した料理を運んで来る際、みのがよく言っていた「できた？　はい、こっちへいらっしゃい！」や「貧乏脱出したいんでしょ！」それに「お世辞抜き」というセリフは、当時の芸人から物真似のネタにされたほどであった。
番組終盤では、店主が家族へ宛てて綴った手紙を自ら読み、みのが店の場所をフリップを使って紹介。中には、元々立地上の不利（最寄り駅と呼べるような駅がないなど）があって売り上げが伸び悩んでいた店舗もあったため、地図に示された店の場所（赤い星印）を「赤い星印があるからすぐに分かります」などと強引にアピールするお約束があった。店主らをスタジオから送り出した後、ゲストとスタジオ見学者らが、店がこの先どうなるかを予想。現状を脱して成功を収めそうならオレンジ色のカードを、まだ心配、あるいは無理だろうと判断したならブルーのカードを一斉に掲げてもらい、特にブルーのカードを掲げた人にはどういった点が心配か、みのが意見を聞いていた（開始初期は依頼人登場時と店主らをスタジオから送り出した後で2回行われていた。ただし、末期では行われなくなった）。
エンディングでは前回放映された店の「放送翌日（テレビ東京系列と同時ネットする局において）」の模様が当日の売上金額も含めて紹介された。2000年から2001年にかけては泉アキと2名の主婦で構成される「熟女隊」が「放送翌日」の模様をレポートしていた時期があり、テレビ東京で20時台に放送された。
基本的には1週完結放送だが、複数人での同時修業企画など（例：3人同時のラーメン修業など）、1週で収まらない内容や編集に莫大な時間を要する場合は、複数の週に分けての放送も行われた。

## 店主の修業
主に達人の店で行われたが、場合によっては店主の店に移して行うこともあった。また、修業先を店主自身が探したり、海外で行われたり、集団で行われたりしたこともあった。期間は数日から数週間で、料理や接客マナーを基礎からみっちりと学ばせた。ときには坐禅や滝行、池口恵観の運営する最福寺での護摩行、さらにはぶつかり稽古や空手道場入門、陸上自衛隊体験入隊などの精神修行もあった。特に後期にはこの傾向が強く、放送回によっては精神修行など料理以外の修行が時間の多くを占めることもあった。
しかし、店主が、修業の厳しさに耐えかねて、達人に暴言を吐くなど反抗的な態度を取ったり、修行先の店から逃亡したりしたために、修業が中止あるいは中断に陥るアクシデントも多発し、番組スタッフや店主の家族に説得されて達人に謝罪する模様が放映されることもあった。複数人での同時修業企画では修業先から逃亡したまま帰ってこなかったり、店主自ら辞退を申し出たり、あるいは、技術面や理念上の問題などにより達人から失格を言い渡されたり、更には修行先から強制送還させられるなどで、脱落者が出るケースも多かったが、一人での修業でも脱落する場合もあった。修業先を店主自身が探す企画では、修業先の候補から修業自体を断られるケースが続出し、複数人同時修業の際は修業先がようやく決まっても、店主と修業先の達人との考え方が相容れず修業に入る前に脱落者が出てしまうパターンもあった。そのほか、長時間の修業の疲労で店主が体調を崩し、達人や従業員に支えられるという一幕もあった。

## 抜き打ちチェック
この番組では、アフターケアとして年に数回、番組で取り上げた店のその後の様子を確認する“抜き打ちチェック”を放送していた。基本的にはレポーター（正確には「貧乏脱出サポーター」。中村有志、佐藤正宏、ミスターちん、笑福亭笑瓶ら。佐藤正宏は「抜き打ちチェック」のことを｢後（あと）チェック｣とも言っていた。開始初期には通常放送でも修業開始前の店の様子を取り上げる際にレポーターが登場していた）が取材に出向くが、みの、あるいは修業を担当した達人がレポーターや番組スタッフと一緒に出向くケースもあった。
各店のチェックは原則として1回、放送の約半年から1年後（初回は3か月後）に行われた。チェック前またはチェック後にて、実際にその店を利用した視聴者からテレビ東京へ寄せられた苦情（低評価）または支援（高評価）の手紙が番組内で紹介された。また番組に寄せられた苦情の手紙の一部を持参して訪れるケースもあった。
チェックでは、達人の教えを破り以前の状態に逆戻りし、みのや達人らにダメ出しされるか、叱られるか、教わったことをきっちり守り売り上げが上がっているケースに分かれていた。また、客からは、味は悪くないものの店内の雰囲気が悪いと指摘される場合もあり、接客マナーの達人が追加され、新たに接客を教わるケースもあった。また、店主の体調不良などを理由に、店主の息子が手伝うこともあれば、調理師などに代理として務めることもあった。
大阪のたこ焼きチェーン店「ひっぱりだこ」では2001年にたこ焼き屋を開業するための修行と2002年に男女2人の同時のたこ焼き修行を担当したが、そのうち3店舗中のうち2店舗は問題視されることになった。2001年に放送されたたこ焼き屋を開業するための修行を受けた店主は修行最終日の3面焼き試験に合格したが、店舗探しに難航していたため。開業前に再度大阪で再修行し、半年後に東京都足立区西新井に「たこ吉」をオープンしたが、その「たこ吉」を抜き打ちチェックとして放送。スタジオと店舗を中継で繋いだが、リポーターのどーよと共に「ひっぱりだこ」社長自ら店主の店を訪れ店主と久々の再会を果たすことになった。社長は店主に売り上げ状況を聞くと「オープンしてから上がってない。下降している」と告げられると「売り上げ下がるのは何か原因はあると思う」と言い、肝心のたこ焼きを食べると「美味しいのは美味しいが何の味がするかと言ったら慢心の味がするな～。ちょっと奢り高ぶっちゃったじゃないか？」と忠告された。そして「オープンしてから一度も連絡ないけどもそれはそれで(たこ焼き屋として)成り立ってるやと思っとったけど」と言った際にみのから「オープンしてから一度も連絡ないの？情けない奴だな」と呆れられ、「あなたあれだけ苦労してお世話になった達人にちゃんと挨拶したのかい？目の前に立たれて。そんなとこ(感謝の挨拶すらしない)からダメだよあなた。失礼だよ」「ここまで成長して上手くいったと思ったら売り上げ下がるの当たり前だい」「苦労してありがたいなと思った人には何？満足の挨拶もせんのかい。人間の生き方だよ。申し訳ないけど見ていて非常に不愉快だった」と痛烈にダメ出しを喰らい、挙句の果てにみの自ら店主の悪気の無い無礼な行動を社長に謝罪している。だが、ダメ出しと説教のみで終わらせることはせず「もう一度原点に戻ってください」「旨いねって言ってくれた達人の気持ちを大事にしてちょうだいよ」とフォローされた。
この放送から1年後の2002年にも「ひっぱりだこ」は男女同時2人でのたこ焼き修行が放送されたが、そのうち1店舗の静岡県三島市の「たこ源」をオープンしたが、4か月後にその「たこ源」を抜き打ちチェックとして放送したが、こちらは店の店主が焼いているのではなく、修行経験もない店主の弟が焼いていたことが判明した。みのが直接出向きその店主がみのに叱責され、その店主の弟がみのにダメ出しをされた。
北海道の「らーめんむつみ屋」で3人同時ラーメン修業をした店主らをチェックした回（2000年10月2日放送）では、互いの作るラーメンの味を食べ比べさせてみたところ、達人から教わった通りに味を変えていない「まるみらーめん」に対し、煮干しの量を勝手に減らした「まるむらーめん」、煮干しの量を減らして麺も変え、勝手に醤油ダレを作るなどやりたい放題だった「月形屋」と、3人とも味がバラバラで意見の揉み合いとなり、スタッフやみのが現場に到着しても、口論が収まらなかったため、みのから「味見してる所でタバコ吸って料理人かい!!×2」、「何を考えてるんだ君らは!!×2」、「それがあなた方の人生の生き方か!!」などと叱責された。この場面はその後、BSジャパン(現BSテレビ東京)の番組宣伝でも1年ほど使われていた。この修業をした3人のうちの1人、神戸市の「月形屋」は、抜き打ちチェックの後に閉店。2010年放送の3時間スペシャルの放送では、月形屋の店主はカットされ、テロップも「3人同時修業」から「2人同時修業」に差し替えた上で再編集された。
ときには抜き打ちチェックらしく、みのや達人が変装して出向いたこともあった。過去の放送で1度、みのが直接取材に行った際、店の入り口玄関で頭をぶつけるハプニングもあった。
修業にて脱落者が出た場合、脱落した店主の店は取り上げず、抜き打ちチェックもしないのが通常であった。但し、2001年の居酒屋集団合宿修行時は、脱落した店主のその後が取り上げられた。そのうち、福岡県福岡市の『てん新』だけは、後に抜き打ちチェックも行っている。

## レギュラー放送終了後
番組終了後も数回に渡りスペシャル番組が放送されていたが、2004年元日に「元日スペシャル」を放送を最後に、2005年度から2008年度にかけてみの自身が他局の平日帯の生ワイド番組を掛け持ちしていた関係もあり、同スペシャル放送から約6年9か月もの間、特別番組としての放送は途絶えていた。2010年10月4日に2004年元日スペシャル以来、約6年9か月ぶりの復活を果たし、これ以後特別番組として、以下のように4度放送されている。
- 2010年10月4日（月曜日）19:00 - 21:54 「愛の貧乏脱出大作戦3時間スペシャル」
  - オールロケーションで新規撮影がハイビジョン収録となった（本放送時は最末期の期間だけスタジオ内のみハイビジョン収録だった）。
  - みのもレポーターとしてその後の店を4軒訪れた。
- 2011年2月27日（日曜日）19:00 - 21:48 日曜ビッグバラエティ[注 12]「愛の貧乏脱出大作戦!復活第2弾!〜今こそ立ち上がれ!3時間スペシャル〜」
  - 約7年2か月ぶりの新作も含め、その後の店と合わせて放送された。
- 2011年9月11日（日曜日）19:54 - 22:18 日曜ビッグバラエティ[注 13]「東日本大震災から半年…。愛の貧乏脱出大作戦特別編 愛の復興大作戦」
  - 取材VTRを入れつつ、宮城県気仙沼市から生放送（生放送パートは大橋未歩アナウンサー（テレビ東京）が担当）を行なった。
- 2012年4月9日（月曜日）20:00 - 21:54「愛の貧乏脱出大作戦」（副題無し）
  - 2011年2月放送の各依頼者のその後の店等と合わせて放送された。

また番組終了の翌年にあたる2003年、同局で「みの刑事の愛の事件簿大作戦」というみの主演の2時間サスペンスが放送された。

## 修業終了後の経営状況
2010年10月放送のスペシャルにて、181店舗中39店舗が経営を続けていることが明らかにされている。支店を出すまでの有名店にのし上がった店もあれば、店主が修業で身につけた達人の教えを守らなかったため、元の木阿弥になっている店もあった。
成功したケースでは、レギュラー放送が終了して10年以上経過した後も、全国的な人気店になった福岡県朝倉市の菓子処「古賀乃屋」（このため、店舗を移転・拡大した）、大須の屋台へ移行後に地元の情報番組『ぐっさん家』のロケをきっかけに山口智充が常連客として訪問する店としても有名になった名古屋市のたこ焼き店「たこ咲」、楽天トラベルの口コミ評価で第一位を獲得し、予約が取れないほどの人気ナンバー1の宿となった茨城県北茨城市の民宿「暁園」、行列はおろか、バスツアーまで組まれ、更には同じテレビ東京の『出没!アド街ック天国』にランキングされるような超人気店に伸し上がった茨城県桜川市の洋食レストラン「ペンギン」（混雑解消のために駐車場も拡張、店舗を増築した）などの店がある。なお、「ペンギン」については後に同じテレビ東京の『出川哲朗の充電させてもらえませんか?』でも来店した際に、浅草の有名店で修業とテロップ表示された他、同番組も紹介されている。
しかし、その一方では、番組によって一時は繁盛したものの、結局は年数の経過や店主の怠惰などから元の木阿弥となって閉店したり、逆に売れすぎて店主が過労になり体調を崩して閉店したり、店主の一身上の都合や他店との競合などにより閉店したりしたケースが大半であり、中には放送後1年以内という短期間で閉店した店や、抜き打ちチェックの時点で既に閉店ないし閉店報告をした店もある。「仕事に追われるより家族との時間を大事にしたい」など、家族などの都合も考慮に入れたうえで、店主が一般企業への就職を決意し、閉店に踏み切った例も放送されている。東京都稲城市のラーメン店「虎心房」のように修行した店主は引退したが、娘が店舗を継承（区画整理の関係で町田市に移転して店名も胡心房と改名しメニューも一新）して先代を凌ぐ人気店に成長した事例もある。
また、特殊な成功例としては、東京都足立区のラーメン屋「香源ラーメン」が挙げられる。この店の店主は、達人の店である「縁や」で修業し合格したものの、開店後しばらくして売り上げが低迷したことから、以前の修業とは別の店舗である「東池袋大勝軒」に番組関係無しに個別に修業し、味も変え、それを達人に何も伝えていなかったことが抜き打ちチェックで発覚し、みのが激怒した。その後、「縁や」が東京・池袋に出店した際、そこの店で再修業したものの、考え抜いた末「縁や」の味を続けることを断念し、「東池袋大勝軒」に再修業、2003年に暖簾分けし、店名を「綾瀬大勝軒」に改名した。2010年10月放送のスペシャルでは紹介されなかったものの、現在も営業を続けている稀有な例である。

### 例外的ケース
修業で失格になった店主の店は取り上げないのが通常だったが、北海道函館市のラーメン屋「みなみ」だけが例外的に唯一取り上げられている。この店の店主は、達人の店である「四五六菜館」でのラーメン5人同時修業の中で1度修業したものの失格になった上、『達人直伝の味』と言う旨の紹介文を含んだチラシを無断で作成し、店内に掲示したり外部に配布していたことが、別番組のロケで函館に訪れた際に問題のチラシを受け取ったスタジオゲストの高橋英樹や視聴者の指摘で判明したため、来店してきたみのから「あなた合格してないじゃないか、いきなりこう言う物を送られて見せられてどう言う気持ちになる、どう言うことだ!!」と厳しく追及された。その後、改心した店主は「四五六菜館」で無期限での修業を申し出るが、四五六菜館は彼の身勝手な行動とチラシを無断で作成した事が許すことが出来ず拒否する。だが、その姿をみたみのは直々に四五六菜館に出向き、オーナーとの交渉の末、特別に修行を許可された。修行当初はボール洗いを担当しており、ひたすら前向きに取り組む姿勢が見られた。しかし、1ヶ月程が経ち皿洗いへステップアップした頃にはやる気が失せ始め、次第に修行をサボりがちになる。そして、修行開始43日目にリタイアを宣言。その際、駆けつけたスタッフからもう一度考え直すよう説得を受けるものの「肉体的にも精神的にもこれ以上続けることが出来ない」と断言し、そのまま函館へ帰郷。その姿を見たみの自身も「もう二度と、我々が彼の店を訪れることは無い」と番組後半で公言した。その後、店主はテレビ東京へ出向き、みのに対し今までの無礼をお詫びしたいと申し出たが、すでにみのは彼を見限っており申し出を断った
。さらに、レギュラー放送終了後の2003年1月1日のスペシャルでは以前の修業先とは別店舗である「ラーメンてつや」でも4人同時修業に参加したが、杜撰な経営態度が問題視され、ここでも失格になった。
しかし、2010年10月のスペシャルにて、番組における度重なる失格や白血病との闘病生活を踏まえて、店主が自分なりに経営方針や味を見直した結果、店を改装して函館に訪れるロシア人が常連的に来店したり、以前は嫌っていた子供達にもアイスクリームを振舞うなど、態度が若干軟化した様子が取り上げられた。「将来はロシアに行ってみたい」と、ロシア語を勉強する姿も映された。
その後、2020年5月19日深夜にテレビ東京で放送された番組「浦和から持ってきて！」にて当番組が紹介され、その中で店主に電話取材を行ったところ、体力の限界を感じ2019年に廃業していたことが判明した。

## この番組で紹介された達人の店
店舗の住所は放送当時のもの。
- 崎陽軒本店（神奈川県横浜市西区）
- 福建料理 龍虎殿（東京都台東区）
- アルボンテ（東京都中央区）
- 麻布長江（東京都港区）
- 野田岩（東京都港区）
- 焼肉 桜苑（神奈川県川崎市川崎区）
- 支那そばや（神奈川県藤沢市）
- 釜めし菜時記 さき亭（神奈川県藤沢市）
- ラーメンてつや（北海道札幌市）
- 札幌らーめん縁や（北海道札幌市厚別区）
- 札幌名物ラーメン　ふくべ（北海道札幌市西区）
- らーめんむつみ屋（北海道） - 前述のラーメン3人同時修業が行われた店
- ラーメン初代（北海道小樽市）
- おにぎり 一文字（秋田県秋田市）
- 三陸海鮮料理 釜石 中村家（岩手県釜石市）  - 東日本大震災にて被災。2011年9月の特番では中村家や釜石の漁業復興への向けての奮闘も放送された。
- 㐂助（きすけ）（宮城県仙台市青葉区）
- 一風堂（福岡県福岡市中央区）
- 竹乃屋（福岡県福岡市博多区）
- 居酎屋 地球屋（福岡県福岡市博多区）
- 久留米らーめん 魁龍（福岡県北九州市小倉北区）
- 大砲ラーメン（福岡県久留米市）
- とろろ汁 元祖 丁字屋（静岡県静岡市駿河区）
- 豊順（愛知県豊橋市）
- 紅虎餃子房（東京都千代田区）
- お好み焼き 鶴橋風月本店（大阪府大阪市天王寺区）
- お好み焼き てんてこ（兵庫県西宮市）
- お好み焼き 八昌（広島県広島市）
- たこ焼き 味自慢ひっぱりだこ（大阪府門真市）(閉店)  - 社長が達人として2回登場した他、専務も指南役として2回登場した。
- 上海料理 四五六菜館（神奈川県横浜市中区） - 料理長とオーナーシェフの2人の達人が登場した。なお、料理長の方は、達人として2回登場している他、オーナーシェフが達人として登場した上記のラーメン5人同時修業にも出演している。
- 西洋料理 浜志（神奈川県横浜市中区）
- 広東料理 均元楼（神奈川県横浜市中区）（2019年7月31日閉店）
- ラーメン 介一家（神奈川県横浜市中区）
- アン・プチ・パヶ（神奈川県横浜市青葉区）
- ドリームファーム/童人夢農場 Dream Farm（神奈川県相模原市緑区）放送当時、津久井郡津久井町
- 和らぎの宿 俵石閣（神奈川県足柄下郡箱根町）
- やぐら太鼓（愛知県犬山市）
- 本格派ちゃんこ鍋 相撲茶屋櫻（大阪府松原市）
- 三浦海岸のマグロ料理の宿 民宿あほうどり（神奈川県三浦市）
- くろば亭（神奈川県三浦市） - 達人として最多の4回登場（レギュラー放送で3回と2003年10月の特番）
- 末廣鮨（静岡県静岡市清水区、放送当時は静岡県清水市）
- 京懐石 菊乃井（京都府京都市東山区）
- 壱銭洋食（京都府京都市東山区）
- 久在屋（京都府京都市西京区）
- 老松（京都府京都市上京区）
- TORI処 萬端（京都府京都市中京区）
- 浪花ひとくち餃子 餃々（大阪府大阪市）
- 餃子酒家 飲々菜々（大阪府大阪市北区）
- 台湾料理・龍潭（大阪府大阪市北区）（2010年9月閉店）
- たこ焼き たこ八（大阪府大阪市中央区）
- ○△□焼（マンダラ焼）富紗家（大阪府大阪市中央区）
- 割烹 鶴林 （大阪府大阪市中央区）
- 串の坊（大阪府大阪市中央区）
- キリストンカフェ心斎橋（大阪府大阪市中央区）
- 居酒屋 とよ（大阪府大阪市都島区）
- お好み焼き そうるめいと（大阪府大阪市中央区）（閉店）
- 飯場 本店（愛知県名古屋市中区）
- いわし料理 みしま （愛知県名古屋市中村区）
- モンタボー 長久手店（愛知県愛知郡長久手町（現・長久手市））
- 元祖平壌冷麺（兵庫県神戸市長田区）
- 栄和飯店（兵庫県神戸市中央区）
- リスドォル・ミツ（東京都杉並区）
- 地鶏焼 阿佐ヶ谷バードランド（東京都杉並区）
- マリオンクレープ（東京都渋谷区）
- おけいすし （東京都渋谷区）
- 西洋食堂手づくりのお店 せきぐち亭（東京都渋谷区）
- よってこや 広尾店（東京都渋谷区）
- ミュゼ ドゥ ショコラ テオブロマ（東京都渋谷区）
- カレー屋 パク森（東京都渋谷区）
- 祭り茶屋 とき和（東京都新宿区）
- 中嶋（東京都新宿区）
- 洋食屋 新宿アカシア（東京都新宿区）
- イル・ピッチョーネ（東京都新宿区）
- イザベラ・ディ・フェラーラ（東京都千代田区）
- エリオ・ロカンダ・イタリアーナ（東京都千代田区）
- インドカレー カーマ（東京都千代田区）
- 神田きくかわ日比谷店（東京都千代田区）
- 炭火焼 名舌亭（東京都千代田区）
- 割烹 嶋村（東京都中央区）
- 串銀座 五丁目店（東京都中央区）
- 鮨處（すしどころ）おざわ 本店 （東京都中央区）
- 豊ちゃん（東京都中央区）
- 京菜 かわにし（東京都港区）
- ヌーベル割烹 SHO庵（東京都港区）
- さかなや 富ちゃん 六本木店（東京都港区）
- リストランテヒロ（東京都港区）
- グリル満天星（東京都港区）
- ヨシカミ（東京都台東区）
- 鳥つね（東京都文京区）
- 手打ち蕎麦 やぶ忠（東京都葛飾区）
- 高木屋老舗（東京都葛飾区）
- KIHACHI CHINA（東京都世田谷区）
- びっくり寿司 本店（東京都世田谷区）支配人と本店店長の2人の達人が登場した。なお、支配人の方は、当時本社で業務していた為、本店の当時の店長が達人の代理の指南役として登場している。
- コンディトライ ニシキヤ（東京都世田谷区）
- 支那そば ちばき屋本店 （東京都江戸川区）
- レーヴ・ドゥ・シェフ（兵庫県神戸市垂水区）
- 竹取亭 円山（兵庫県神戸市北区）
- 銀シャリ屋ゲコ亭（大阪府堺市堺区）
- レストラン大宮 浅草本店（東京都台東区）
- 浅草今半 オレンジ通り店（東京都台東区）
- グローバルサンドカンパニー（東京都大田区）
- ミートショップ さとう（東京都武蔵野市）
- 新鮮焼肉ホルモン本舗昭和館（東京都調布市）
- もつやき処 い志井（東京都調布市）
- ウッドストック（東京都小金井市）
- 水沢うどん 田丸屋 （群馬県渋川市）
- 奈良田本店（山梨県甲府市）
- 手打ちうどん 開花（山梨県富士吉田市）
- 鮨 源平（石川県金沢市）
- すゞや今日楼（石川県江沼郡山中町(現、加賀市)）
- 湯原グランドホテル八景（岡山県真庭郡湯原町（現・真庭市））
- 大型和食店 魚好人一休（広島県福山市）
- うなぎ料理 入船（宮崎県西都市）
- 山ぢどりの店 ぐんけい（宮崎県宮崎市）
- 黒福多（鹿児島県鹿児島市）
- 沖縄そば専門店 与那原家（沖縄県島尻郡与那原町）
- かみやーき小 かまぼこ店（沖縄県石垣市）
- 蕃龍（長野県長野市）
- 涸沢ヒュッテ（長野県南安曇郡安曇村（現・松本市））
- 手打ちうどん 讃岐家（香川県高松市）
- 純手打ちうどん あたりや（香川県高松市）
- ブーランジェリー･ドラフォース Boulangerie Delafosse（フランス･リジュー）
- モンサンクレール（東京都目黒区）

パン職人3人同時修業の修業先である大阪府豊中市の「パン工房青い麦豊中店」（2005年6月に閉店）では、放送後から閉店まで、修業の課題である食パンの「パンドミ」の値札に「テレビ大阪（当該地域における放送局。制作局を正しく表示するとすればテレビ東京）愛の貧乏脱出大作戦で紹介された達人の作るパンです」の表記があった。

## 音楽
オープニング
- Theme from Mission: Impossible（U2）

挿入曲
- Heimkehr（帰還）（映画「U・ボート」サウンドトラックより）

エンディング
- Love is you（矢沢永吉）但し、ノンクレジット
- トウキョータワー（CHAGE）
- DO MY BEST（布施明）
- You Make History（五十嵐はるみ）
- RUN FOR…（infix）
- 人生半分（湯原昌幸）
- お宝女房（香田晋）

## スタッフ

### レギュラー版（2002年9月まで）
- 構成：中野俊成、堀田延、兵頭潤、政宗史子
- リサーチ：ニューズクリエイト、ノマド
- 音響効果：小関尚孝・齋藤俊郎（以上OPUS-1）
- 編集：武藤努・吉村祐規（以上テクノマックス）
- 取材ディレクター：伊織秀二・手島掉心・内田拓志（以上零CREATE）、黒田章博・黒原竜二・宮本智仁・小林真尚（以上テレビジョンフィールド）
- 演出補：末永剛章・伊藤隆行・市村剛（以上テレビ東京）
- 演出：前田琢・斎藤勇（テレビ東京）
- 総合演出：森原靖（テレビ東京）
- プロデューサー：太田哲夫（テレビ東京）、菱沼永司（零CREATE）
- 制作協力：零CREATE
- 製作著作：テレビ東京

### 復活SP
2012年4月9日放送分
- 構成：兵頭潤、政宗史子
- カメラ：宮川量康、野中康弘、矢田部修、橋本弘行
- 音響効果：齋藤俊郎（OPUS-1）
- 編集・MA：テクノマックス
- リサーチ：ニューズクリエイト
- 協力：港家、石永、常州玻璃鋼造船廠、イッツ・コミュニケーションズ
- スタイリスト：御法川靖子
- 編成：平山大吾（テレビ東京）[注 15]
- 番宣：岡仁（テレビ東京）
- 演出補：吉村崇志、岩佐義隆
- AP：遠藤充子（テレビ東京）、本田康力（T-Field）[注 16]
- ディレクター：手島掉心、宮本智仁、小口基輝
- プロデューサー：伊藤隆行（テレビ東京）、黒田章博（T-Field）、伊織秀二（零CREATE）
- 制作協力：テレビジョンフィールド、零CREATE
- 製作著作：テレビ東京

過去のスタッフ
- 企画：太田哲夫（テレビ東京）
- プロデューサー：宮川幸二（テレビ東京）、酒井英樹（零CREATE）／菱沼永司
- ディレクター：丸山剛、黒原竜二
- 演出補：板川侑右、石井麻由
- カメラ：濱田和義、天坂恵一、寺内浩二、小松直哉、伊藤昌行、田上良一、新井直樹
- 音響効果：小関尚孝（OPUS-1）
- リサーチ：スコープ
- 協力：フォーティーフォー、ジェイ・ピー・エヌ、テレビ東京アート、ライズカンパニー、スタッフシルエット
- 編成：今井豪（テレビ東京）

## ネット局
- テレビ東京（制作局）

- テレビ北海道
- 青森朝日放送
- テレビ岩手
- ミヤギテレビ
- 秋田テレビ
- テレビユー山形
- 福島テレビ[注 17]
- テレビ山梨
- 新潟総合テレビ
- 長野放送
- 静岡放送

- 富山テレビ
- 石川テレビ
- 福井テレビ
- テレビ愛知
- 岐阜放送
- 三重テレビ[注 18]
- びわ湖放送
- テレビ大阪
- 奈良テレビ
- テレビ和歌山
- 山陰放送

- テレビせとうち
- テレビ新広島
- 山口放送
- 四国放送
- 南海放送
- 高知放送
- TVQ九州放送
- サガテレビ
- 長崎放送
- くまもと県民テレビ
- 大分朝日放送

- 宮崎放送
- 鹿児島放送
- 琉球放送

BSジャパンでは2000年12月から約2年間、これまで放送された中からのピックアップという形で放送された。

## 書籍
- 愛の貧乏脱出大作戦（日本経済新聞社、1999年）ISBN 978-4532162955
- 愛の貧乏脱出大作戦 達人たちの「教え」（PHP研究所、2002年）ISBN 978-4569621128

## グッズ
2000年に番組オリジナルのジッポーライターが販売された。